# Thienemanniella majuscula
Thienemanniella majuscula är en tvåvingeart som först beskrevs av Edwards 1924.  Thienemanniella majuscula ingår i släktet Thienemanniella och familjen fjädermyggor.
Artens utbredningsområde är Ontario. Arten har ej påträffats i Sverige. Inga underarter finns listade i Catalogue of Life.